# Ben Kolster
Bernard (Ben) Kolster (Ede, 18 augustus 1953), is een Nederlandse radiopresentator, koningshuisdeskundige en oud-gemeenteraadslid in Ede. Eerst voor D66, maar later wisselde hij zijn partijlidmaatschap in en werd raadslid voor de VVD in Ede.

## Loopbaan
Kolster begon in 1975 als redacteur bij de allereerste uitzending van het radioprogramma Met het Oog op Morgen van de NOS, het programma waaraan hij tot februari 1985 verbonden bleef.
Van 1982 tot 1992 was hij presentator van KRO's actualiteitenrubriek Echo. Voor de NOS-televisie presenteerde Kolster onder andere het wetenschapsprogramma Horizon. Sinds 1985 is hij tevens werkzaam voor RVU-radio waarvoor hij programma's maakt als: de Vertellers, Spiegels en het geschiedenisprogramma Sporen in het Verleden. Voor de NTR presenteerde hij het geschiedenisprogramma's Helden van Toen en Familie Nederland. Op dit moment is hij te horen in NTR Academie. Voor Radio Nederland Wereldomroep is Kolster specialist met betrekking tot het Koninklijk Huis.
Sinds 2002 is Ben Kolster voorzitter van de Vereniging Vrienden van het Airborne Museum in Oosterbeek, een museum waarin de geschiedenis van de Slag om Arnhem in september 1944 wordt verteld.

## Programma's
- NTR Academie (NTR)
- Een leven lang (NTR)
- Helden van Toen (NTR)
- Verre Verwanten (NTR)
- Familie Nederland (NTR)
- Club van 100 (RVU)
- Echo (KRO)
- Met het Oog op Morgen (NOS)